# Pogrom
En pogrom (russ.: погром, ødelæggelse) betegner en organiseret, voldelig forfølgelse af et religiøst eller etnisk mindretal. Især bruges det om jødeforfølgelser, først og fremmest om de gentagne større angreb på jøder i det russiske kejserrige i slutningen af 1800- og begyndelsen af 1900-tallet.

## Pogromer i Rusland
Ordet blev første gang anvendt om de omfattende forfølgelser af jøder i mere end 200 russiske byer i kølvandet på mordet på den russiske tsar Aleksandr 2. i 1881. En anden større bølge af pogromer fandt sted i Rusland i perioden 1903-06, indledt af Chisinau-pogromen i den daværende provins Bessarabiens hovedstad. De russiske pogromer var ikke organiseret af de centrale myndigheder, men blev muliggjort af styrets officielle antisemitiske politik. Under den russiske borgerkrig i kølvandet på den russiske revolution fandt igen meget omfattende pogromer sted, især i Ukraine. Det er anslået, at der i 1918-19 fandt over 1200 pogromer sted i Ukraine. I marts 1919 stod soldater fra de ukrainske uafhængighedsstyrker for den største massakre på jøder i Østeuropa siden Bogdan Khmelnytskijs oprør mod Polen i 1648 førte til drabet på titusinder af jøder.

## Jødeforfølgelser i andre lande
En række andre jødeforfølgelser i andre lande er også blevet benævnt pogromer. Det gælder således nazisternes jødeforfølgelser i mellemkrigstiden og under 2. verdenskrig. Krystalnatten 9. november 1938 i Tyskland omtales på tysk således ofte som Pogromnacht eller Novemberpogrome. Ved slutningen af 2. verdenskrig fandt der pogromer sted i flere østeuropæiske lande, ikke mindst Polen - således pogromen i Kielce i 1946, hvor polsk milits og soldater myrdede 42 jøder. I Mellemøsten har der været forskellige tilfælde af forfølgelser af jøder i det 20. århundrede. Således blev 67 jøder i det daværende britiske mandatområde i Palæstina dræbt i Hebronmassakren 1929 efter et rygte om, at jøder i Jerusalem havde foranstaltet drab på arabere. Efter oprettelsen af staten Israel blev jøder i flere tilfælde tvunget til at forlade andre arabiske lande - en af årsagerne til en generel jødisk exodus fra arabiske lande til Israel efter 1948.

## Pogromer mod ikke-jødiske grupper
I nutiden bruges ordet også lejlighedsvis om offentligt sanktionerede angreb mod ikke-jødiske etniske og religiøse grupper. I efteråret 2017 blev den etniske udrensning af det muslimske rohingya-mindretal i Myanmar således omtalt som en pogrom i forskellige vestlige medier.

### Pogromer i Palæstina
Den 26. februar 2023 angreb op imod 400 rasende israelske bosættere sent om natten den palæstinensiske by Huwara og andre palæstinensiske landsbyer på den israelsk besatte Vestbred, hvilket efterlod én civil død og 100 andre palæstinensere såret, fire kritisk, og byen i brand. Det var på det tidspunkt det værste tilfælde af israelsk bosættervold på den nordlige Vestbred i årtier.  Israelske soldater befandt sig i området, mens bosætternes hærgen udfoldede sig, men greb ikke ind. Volden blev kaldt en pogrom af en israelsk kommandant med ansvar for området.
I landsbyerne Khirbat al-Mufkara, al-Rakiz og al-Tuwani har der ligeledes været eksempler på pogromer begået af ofte maskeklædte gerningsmænd. Ofer Cassif, parlamentsmedlem af Knesset, har anklaget regeringen for at "[...] støtte, opildne og lede pogromer begået mod palæstinænsere".
I 2008 var blev 2 adskilte angreb på Vestbreden begået af bosættere mod palæstinensere ligeledes beskrevet som pogromer af den daværende israelske premierminister Ehud Olmert.